# Шаталов, Никита Сергеевич
Никита Сергеевич Шаталов (каз. Никита Сергеевич Шаталов, род. 27 февраля 1992 Шахтинск) — казахстанский журналист и политик, член Комитета по экономической реформе и региональному развитию Мажилиса Парламента Республики Казахстан VIII созыва.

## Биография

### Образование
Завершил обучение в Карагандинском государственном университете имени Е. А. Букетова по специальности «филология».

### Трудовая деятельность
В 2014 году начал свою трудовую деятельность — стал работать корректором и редактором информационных полос в ТОО "Группа компаний «КазМедиа Проект».
С сентября 2016 по апрель 2017 года работал SMM-менеджером в ТОО «Информационный ресурс».
С 2017 по 2019 годы исполнял обязанности шеф-редактора в информационном агентстве «Informburo.kz».
С января по октябрь 2019 года работал в должности медиаменеджера в общественном фонде «TALAP», а с октября 2019 по июль 2020 годы — старший менеджер лаборатории медиа-решений Международного финансового центра «Астана».
С августа 2020 по февраль 2021 года трудился в должности заместителя директора Службы центральных коммуникаций.
С мая 2021 по январь 2022 года — главный эксперт Института евразийской интеграции. С января 2022 по март 2022 года — главный эксперт Казахстанского института стратегических исследований.
С марта 2022 по март 2023 года трудился в должности заместителя директора и временно исполняющего обязанности директора КГП на ПХВ «Центр мониторинга и анализа» при Управлении общественного развития Алматы.

## Выборные должности
С 28 марта 2023 года является депутатом Мажилиса Парламента Республики Казахстан VIII созыва. Выдвинут партией «Аманат». В Парламенте работает в должности члена Комитета по экономической реформе и региональному развитию.

## Награды
Награждён:
- медалью «Шапагат».
- медалью «Народная благодарность».